# Diarthrodes assimilis
Diarthrodes assimilis är en kräftdjursart som först beskrevs av Georg Ossian Sars 1906. Enligt Catalogue of Life ingår Diarthrodes assimilis i släktet Diarthrodes och familjen Thalestridae, men enligt Dyntaxa är tillhörigheten istället släktet Diarthrodes och familjen Dactylopusiidae. Arten har ej påträffats i Sverige. Inga underarter finns listade i Catalogue of Life.